# Cristatogobius lophius
Cristatogobius lophius é uma espécie de peixe da família Gobiidae e da ordem Perciformes.

## Morfologia
- Os machos podem atingir 5,1 cm de comprimento total.
- Número de vértebras: 26.[4][5]

## Habitat
É um peixe de clima subtropical e demersal que vive entre 0–12 m de profundidade.

## Distribuição geográfica
É encontrado no Oceano Pacífico ocidental: Japão, nas Filipinas, Tailândia e Indonésia.

## Observações
É inofensivo para os humanos.